# Culasta indecisa
Culasta indecisa är en fjärilsart som beskrevs av Moore 1881. Culasta indecisa ingår i släktet Culasta och familjen nattflyn. Inga underarter finns listade i Catalogue of Life.